# Смелова, Альбина Владимировна
Альбина Владимировна Смелова (род. 8 мая 1968, Куйбышев, РСФСР, СССР) — советская, российская актриса театра и кино. Заслуженная артистка Российской Федерации. Актриса Пензенского областного драматического театр им. А. В. Луначарского

## Биография
Родилась 8 мая 1968 года в Куйбышеве. Занималась в балетной школе при областном театре оперы и балета.
В 1987 году окончила Горьковское театральное училище, работала в Смоленском областном драматическом театре. С 1990 — в труппе Пензенского областного драматического театра. «На несколько лет основными ролями Альбины Смеловой стали молодые лирические и характерные героини, а также роли-„травести“ в детских и молодежных спектаклях.»
30 мая 2018 года указом Президента РФ № 281 Альбине Смеловой присвоено звание Заслуженная артистка Российской Федерации.
В 2020 году снялась в веб-сериале «Карантино».
Муж — заслуженный артист РФ, художественный руководитель пензенского драматического театра Сергей Казаков. Дочь Анна.

## Театральные работы
- В зале есть врач? (Е. Трусевич) — Наталья Пушкина, Ольга Книппер-Чехова, Елена Булгакова[9][10]
- Валентин и Валентина (М. Рощин) — Лиза, мать Валентина[11]
- Васса и другие (М. Горький) — Васса[12][13]
- Герой нашего времени (М. Лермонтов) — Первая (за Веру, за княгиню Лиговскую, за даму из общества)[14]
- Декоратор (Д. Черчилль) — Марша[15]
- Кабала святош (М. Булгаков) — Мадлена Бежар, актриса / массовые сцены
- Клинический случай (Р. Куни) — Медсестра / Мамаша
- Крошка (Ж. Летраз) — Тётя Полина
- Куклы (В. Белякович) — Герцогиня Аурелия
- Мёртвые души (М. Булгаков по Н. Гоголю) — Анна Григорьевна
- Ромео и Джульетта (В. Шекспир) — Кормилица Джульетты
- Смешные деньги (Р. Куни) — Бетти Джонсон
- Сублимация любви (А. Бенедетти) — Паола
- Бедность не порок (А. Островский) — Пелагея Егоровна (2014)
- Стеклянный зверинец (Т. Уильямс) — Аманда Уингфилд (2014)
- Месье Амилькар (И. Жамиак) — Элеонора (2013)
- Вишневый сад (А. Чехов) — Шарлотта Ивановна (2012)
- Господа Головлевы (М. Е. Салтыков-Щедрин) — Евпраксеюшка (2012)
- Поминальная молитва (Г. Горин) — Цейтл (2011)
- Шум за сценой (М. Фрейн) — Белинда (2011)
- Ревизор (Н. Гоголь) — Анна Андреевна (2010)
- Жизнь прекрасна! (А. Чехов) — Наталья Михайловна (2010)
- Люкс № 13 (Р. Куни) — Памела В этой девушке что-то есть. . . (Г. Рябкин) — Елена Павловна (2009)
- Эти свободные бабочки (Л. Герш) — Миссис Бейкер (2008)
- Ужин дураков (Ф. Вебер) — Марлен (2007)
- Слуга двух господ (К. Гольдони) — Беатриче (2006)
- Слишком женатый таксист (Р. Куни) — Мэри Смит (2005)
- Дядюшкин сон (Ф. Достоевский) — Настасья Петровна (2005)
- Самоубийца (Н. Эрдман) — Раиса Филипповна (2004)
- Деревья умирают стоя (А. Касона) — Мария-Изабелла (2004)
- Московские каникулы (А. Кузнецов) — Жанна (2003)
- Василиса Прекрасная (Г. Соколова) — медведица Таня (2003)
- Хитрая сказка (Я. Экхольм) — Тутта (2002)
- Поминальная молитва (Г. Горин) — Хава (2002)
- Бесприданник (Л. Разумовская) — Вика, сотрудница фирмы «Один плюс» (2001)
- WOLFGANG (Е. Исаева, В. Поплавский) — Софи (2000)
- Маленькие трагедии (А. Пушкин) — Мери («Пир во время чумы») (1999)
- Абрикосовый рай (Е. Исаева) — Люся (1999)
- Фома Опискин (Ф. Достоевский) — Саша (1998)
- Укрощение строптивой (В. Шекспир) — Бьянка (1998)
- Красная Шапочка (Е. Шварц) — Красная Шапочка (1998)
- Милый друг (Ги де Мопассан) — Сюзанна (1997)
- Авантюрист поневоле (Блэз) (К. Манье) — Мари (1997)
- Сон в летнюю ночь (В. Шекспир) — Гермия (1997)
- Чужой ребенок (В. Шкваркин) — Маша (1997)
- Безумный день, или Женитьба Фигаро (Бомарше) — Керубино, Фаншетта
- Шарады Бродвея (М. Орр, Р. Дэнэм) — Девушка (1996)
- Дамы и гусары (А. Фредро) — Софья (1996)
- Кошкин дом (С. Маршак) — Котенок (1996)
- Чужой ребенок (В. Шкваркин) — Маша (1996)
- Без ангела-хранителя (При чужих свечах) (Н. Птушкина) — Алла (1996)
- В этой девушке что-то есть. . . (Г. Рябкин) — Ира (1995)
- Тетушка Мэйми (Дж. Лоуренс, Р. Ли) — Глория Апсон (1995)
- Касатка (А. Н. Толстой) — Раиса Глебовна (1995)
- Мастер и Маргарита (М. Булгаков) — Секретарша (1995)
- Гусарская элегия (В. Садчиков, Н. Инюшкин) — Полина Золотарева (1994)
- Стены древнего Кремля (А. Железцов) — Эля (1994)
- Долли! (Т. Уайлдер) — Эрменгарда (1994)
- Замок Броуди (А. Кронин) — Сьюзи (1994)
- Любовь окаянная (Ф. Буляков) — Азалия (1994)
- Квадратура круга (В. Катаев) — Людмила (1993)
- Волшебные чудеса в стране сказок (И. Рубинштейн) — Золушка (1993)
- Волшебное огниво (Р. Сац-Карпова) — Маленький Клаус (1992)
- Предложение (А. Чехов) — Наталья Степановна (1992)
- Левша-92 (В. Константинов, Б. Рацер) — Скоморох (1992)
- Гуманоид в небе мчится. . . (А. Хмелик) — Малахова (1992)
- Приключения на волшебном острове (Р. Сеф, В. Рябов) — Венди (1992)
- Ну, волк, погоди! (А. Курляндский, А. Хайт) — Красная Шапочка (1992)
- Московские каникулы (А. Кузнецов) — Катя Круглова (1991)
- Ночной переполох (М. -Ж. Соважон) — Изабелла (1991)
- Пеппи Длинныйчулок (А. Линдгрен) — Пеппи (1991)
- Сын полка (В. Катаев) — Ваня Солнцев (1990)

## Награды и звания
- Заслуженная артистка Российской Федерации (2018)
- Заслуженный работник культуры Пензенской области (2014)
- Почетная грамота Губернатора Пензенской области (2011)
- Диплом в номинации «Лучшая женская роль» Первого окружного фестиваля «Театральное Поволжье» за исполнение роли Анны Андреевны в спектакле «Ревизор» по пьесе Н. В. Гоголя (2011)[16]
- Дважды лауреат Премии зрительских симпатий в номинации «Лучшая актриса» (2011)
- Диплом в номинации «Герой нашего времени: актриса» Всероссийского фестиваля спектаклей по произведениям М. Ю. Лермонтова «Маскерадъ» за исполнение ролей Веры и княгини Лиговской в спектакле «Герой нашего времени» (2014)